# (500246) 2012 JO52
(500246) 2012 JO52 es un asteroide perteneciente al cinturón de asteroides, descubierto el 31 de octubre de 2005 por el equipo del Mount Lemmon Survey desde el Observatorio del Monte Lemmon, Arizona, Estados Unidos.

## Designación y nombre
Designado provisionalmente como 2012 JO52.

## Características orbitales
2012 JO52 está situado a una distancia media del Sol de 2,632 ua, pudiendo alejarse hasta 2,837 ua y acercarse hasta 2,428 ua. Su excentricidad es 0,077 y la inclinación orbital 12,59 grados. Emplea 1560,46 días en completar una órbita alrededor del Sol.

## Características físicas
La magnitud absoluta de 2012 JO52 es 17,3.